# Conan III av Bretagne
Conan III av Bretagne, född 1093, död 1148, var en regerande hertig av Bretagne från 1112 till 1148. 